# 돌아온 명탐정 피카츄
돌아온 명탐정 피카츄(Detective Pikachu Returns)는 크리처스가 개발하고 포켓몬 (기업)와 닌텐도가 닌텐도 스위치용으로 출시한 어드벤처 게임이다. 포켓몬 홈과 같은 앱과 함께 2019년 보도 자료에서 처음 발표된 이 게임은 2016년 닌텐도 3DS용 명탐정 피카츄의 속편이다. 2023년 6월 닌텐도 다이렉트에서 처음 선보였으며, 2023년 10월 6일 출시되었다.

## 전제
이 게임은 라임 시티(Ryme City)에서 진행되며, 피카츄를 그의 파트너인 팀 굿맨과 재회하면서 미스터리를 풀고 "위대한 탐정 피카츄의 기원을 발견"하게 된다. 이 게임에서는 팀 굿맨의 아버지인 해리 굿맨도 실종된다. 이 게임은 원작 이후에 출시된 게임의 포켓몬을 특징으로 하며 이 속편이 달성할 수 있는 새로운 가능성을 가져온다.

## 평가
리뷰 애그리게이터인 메타크리틱에 따르면 명탐정 피카츄 리턴즈는 비평가들로부터 "엇갈리거나 평균적인" 평가를 받았다.
명탐정 피카츄 리턴즈는 일본 출시 첫 주 동안 베스트셀러 소매 게임으로, 일본 전역에서 85,639개의 실제 사본이 판매되었다.